# بوکوف (ناحیه ژدار ناد سازاوو)
بوکوف (به چکی: Bukov) یک منطقهٔ مسکونی در جمهوری چک است که در ناحیه ژدار ناد سازاووو واقع شده‌است. بوکوف ۵٫۳۲ کیلومتر مربع مساحت و ۱۷۲ نفر جمعیت دارد و ۵۲۶ متر بالاتر از سطح دریا واقع شده‌است.